# Jerónimo Tomás Abreu Herrera
Jerónimo Tomás Abreu Herrera (* 30. September 1930 in Jarabacoa, Dominikanische Republik; † 27. Juni 2012 in Cacique, Monción) war römisch-katholischer Bischof von Mao-Monte Cristi.

## Leben
Jerónimo Tomás Abreu Herrera trat 1948 in das Päpstliche Priesterseminar St. Thomas von Aquin (Seminario Pontificio Santo Tomás de Aquino) in Santo Domingo ein und absolvierte die priesterlichen philosophischen und theologischen Studien. An der Universidad Católica Santo Domingo graduierte er in Philosophie und empfing am 29. Juni 1955 die Priesterweihe. An der römischen Päpstlichen Lateranuniversität wurde er in Kanonischem Recht promoviert. Er besuchte weitere pastorale Kurse am Institut für Lateinamerika-Pastoral (IPRG) in Quito, Ecuador.
Er war Vikar, Vizekanzler, Kanzler und Domvikar an der Catedral de la Inmaculada Concepcion in La Vega. Er war unter anderem Pastor von Unserer Lieben Frau von Fatima in Bonao und Generalvikar für die Pastoral sowie Pfarrer der Pfarrei Bonao y de San Francisco de Macorís.
Papst Paul VI. ernannte ihn am 16. Januar 1978 zum Bischof von Mao-Monte Cristi. Der Erzbischof von Santo Domingo, Octavio Antonio Kardinal Beras Rojas, spendete ihm am 4. März desselben Jahres die Bischofsweihe; Mitkonsekratoren waren Roque Antonio Adames Rodríguez, Bischof von Santiago de los Caballeros, und Juan Antonio Flores Santana, Bischof von La Vega.
Abreu war ab 1978 als Mitglied der Dominikanischen Bischofskonferenz und Delegierter in den Sitzungen des Rates der lateinamerikanischen Bischöfe CELAM sowie Vorsitzender des Bischöflichen Kommission für die Laien und Jugend (1978) sowie Vorsitzender des Bischöflichen Kommission für das Katholische Bildungswesen (1985). Er war Vorsitzender des Vorstands des Instituto politécnico del noroeste (INPONOR). Er war von 1986 bis zu seinem Tod Vorsitzender des Verwaltungsrats des Instituts für die Entwicklung des Nordostens (INDENOR).
Am 24. Mai 2006 nahm Papst Benedikt XVI. sein aus Altersgründen vorgebrachtes Rücktrittsgesuch an.